# Gran Premio de las Naciones de Motociclismo de 1979
El Gran Premio de las Naciones de Motociclismo de 1979 fue la cuarta prueba de la temporada 1979 del Campeonato Mundial de Motociclismo. El Gran Premio se disputó el 13 de mayo de 1979 en el Circuito de Imola.

## Resultados 500cc
En 500 cc, el estadounidense Kenny Roberts ganó este Gran Premio pero no pudo asumir el liderato de la clasificación, puesto que el segundo en pasar la línea de meta fue el italiano Virginio Ferrari. Tras ellos, llegaron Tom Herron y Barry Sheene.
| Pos.     | Piloto             | Equipo        | Tiempo     | Pts. |
| -------- | ------------------ | ------------- | ---------- | ---- |
| 1        | Kenny Roberts      | Yamaha        | 59' 17" 0  | 15   |
| 2        | Virginio Ferrari   | Suzuki        | +10" 9     | 12   |
| 3        | Tom Herron         | Suzuki        | +17" 4     | 10   |
| 4        | Barry Sheene       | Suzuki        | +31" 9     | 8    |
| 5        | Mike Baldwin       | Suzuki        | +40" 6     | 6    |
| 6        | Bernard Fau        | Suzuki        | +51" 0     | 5    |
| 7        | Jack Middelburg    | Suzuki        | +55" 0     | 4    |
| 8        | Philippe Coulon    | Suzuki        | +1' 01" 0  | 3    |
| 9        | Graziano Rossi     | Morbidelli    | +1' 39" 7  | 2    |
| 10       | Giovanni Pelletier | Suzuki        | +1 Vuelta  | 1    |
| 11       | Steve Parrish      | Suzuki        | +1 Vuelta  |      |
| 12       | Max Wiener         | Suzuki        | +1 Vuelta  |      |
| 13       | Alex George        | Cagiva-Suzuki | +1 Vuelta  |      |
| 14       | Werner Nenning     | Suzuki        | +1 Vuelta  |      |
| 15       | Seppo Rossi        | Suzuki        | +1 Vuelta  |      |
| 16       | Raffaele Pasqual   | Suzuki        | +1 Vuelta  |      |
| 17       | Sergio Pellandini  | Suzuki        | +2 Vueltas |      |
| Ret      | Christian Sarron   | Yamaha        | Ret        |      |
| Ret      | Leandro Becheroni  | Yamaha        | Ret        |      |
| Ret      | Franco Uncini      | Suzuki        | Ret        |      |
| Ret      | Boet van Dulmen    | Suzuki        | Ret        |      |
| Ret      | Wil Hartog         | Suzuki        | Ret        |      |
| Ret      | Carlo Perugini     | Suzuki        | Ret        |      |
| Ret      | Lorenzo Ghiselli   | Suzuki        | Ret        |      |
| Ret      | Dennis Ireland     | Suzuki        | Ret        |      |
| Ret      | Marco Lucchinelli  | Suzuki        | Ret        |      |
| Ret      | Mick Grant         | Suzuki        | Ret        |      |
| Ret      | Michel Rougerie    | Suzuki        | Ret        |      |
| Ret      | Gianni Rolando     | Suzuki        | Ret        |      |
| Ret      | Carlo Paganini     | Suzuki        | Ret        |      |
| Ret      | Hiroyuki Kawasaki  | Suzuki        | Ret        |      |
| Ret      | Gregorio Mariani   | Suzuki        | Ret        |      |
| DNQ      | Peter Sjöström     | Suzuki        | DNQ        |      |
| DNQ      | Jürgen Steiner     | Suzuki        | DNQ        |      |
| DNQ      | Sandro Moro        | Suzuki        | DNQ        |      |
| DNQ      | Corrado Tuzii      | Suzuki        | DNQ        |      |
| DNQ      | Mario Prattichizzo | Suzuki        | DNQ        |      |
| DNQ      | Carlo Prati        | Suzuki        | DNQ        |      |
| DNQ      | Stefano Bonetti    | Suzuki        | DNQ        |      |
| DNQ      | Giovanni Pretto    | Suzuki        | DNQ        |      |
| Sources: |                    |               |            |      |

## Resultados 350cc
En 350cc, el australiano Gregg Hansford ha logrado su primer triunfo de esta temporada, al entrar en la línea de meta con 12 segundos de diferencia sobre el segundo clasificado, el japonés Sadao Asami. Hansford aprovechó la retirada de Kork Ballington, quien dominó durante 22 vueltas, hasta que una avería en su máquina lo obligó a retirar.
| Pos. | Piloto              | Equipo          | Tiempo    | Pts. |
| ---- | ------------------- | --------------- | --------- | ---- |
| 1    | Gregg Hansford      | Kawasaki        | 52' 42" 6 | 15   |
| 2    | Sadao Asami         | Yamaha          | +11" 4    | 12   |
| 3    | Patrick Fernandez   | Yamaha          | +12" 8    | 10   |
| 4    | Anton Mang          | Kawasaki        | +15" 1    | 8    |
| 5    | Jeffrey Sayle       | Yamaha          | +1' 02" 8 | 6    |
| 6    | Murray Sayle        | Yamaha          | +1' 43" 9 | 5    |
| 7    | Eddy Elias          | Yamaha          | +1' 53" 5 | 4    |
| 8    | Reinhold Roth       | Yamaha          | +1 Vuelta | 3    |
| 9    | Adelio Faccioli     | Yamaha          | +1 Vuelta | 2    |
| 10   | Yoshimi Matsumoto   | Yamaha          | +1 Vuelta | 1    |
| Ret  | Kork Ballington     | Kawasaki        | Ret       |      |
| Ret  | Vanes Francini      | Yamaha          | Ret       |      |
| Ret  | Éric Saul           | Yamaha          | Ret       |      |
| Ret  | Richard Hubin       | Yamaha          | Ret       |      |
| Ret  | Roland Freymond     | Yamaha          | Ret       |      |
| Ret  | Walter Villa        | Yamaha          | Ret       |      |
| Ret  | Michel Rougerie     | Bimota-Yamaha   | Ret       |      |
| Ret  | Gianfranco Bonera   | Yamaha          | Ret       |      |
| Ret  | Giorgio Avveduti    | Yamaha          | Ret       |      |
| Ret  | Edi Stöllinger      | Kawasaki        | Ret       |      |
| Ret  | Patrick Pons        | Yamaha          | Ret       |      |
| Ret  | Massimo Matteoni    | Yamaha          | Ret       |      |
| Ret  | Pentti Korhonen     | Yamaha          | Ret       |      |
| Ret  | Alan North          | Yamaha          | Ret       |      |
| Ret  | Randy Mamola        | Yamaha          | Ret       |      |
| Ret  | Jon Ekerold         | Yamaha          | Ret       |      |
| Ret  | Barry Ditchburn     | Kawasaki        | Ret       |      |
| Ret  | Raul Martini        | Yamaha          | Ret       |      |
| Ret  | Mario Lega          | Yamaha          | Ret       |      |
| Ret  | Max Wiener          | Yamaha          | Ret       |      |
| Ret  | Vic Soussan         | Yamaha          | Ret       |      |
| Ret  | Christian Estrosi   | Kawasaki        | Ret       |      |
| DNQ  | Giuseppe Consalvi   | Yamaha          | DNQ       |      |
| DNQ  | Eero Hyvärinen      | Yamaha          | DNQ       |      |
| DNQ  | Chas Mortimer       | Yamaha          | DNQ       |      |
| DNQ  | Attilio Riondato    | Yamaha          | DNQ       |      |
| DNQ  | Walter Migliorati   | Yamaha          | DNQ       |      |
| DNQ  | Michel Frutschi     | Yamaha          | DNQ       |      |
| DNQ  | Kenny Blake         | Yamaha          | DNQ       |      |
| DNQ  | Angelo Monduzzi     | Yamaha          | DNQ       |      |
| DNQ  | Arturo Venanzi      | Yamaha          | DNQ       |      |
| DNQ  | Patrick de Radiguès | Yamaha          | DNQ       |      |
| DNQ  | Wolland             | Yamaha          | DNQ       |      |
| DNQ  | Olivier Chevallier  | Yamaha          | DNQ       |      |
| DNQ  | Olivier Liégeois    | Yamaha          | DNQ       |      |
| DNQ  | Etienne Geeraerdt   | Yamaha          | DNQ       |      |
| DNQ  | Paolo Niccoli       | Yamaha          | DNQ       |      |
| DNQ  | Peter Baláž         | Harley-Davidson | DNQ       |      |
| DNQ  | Hubert Rigal        | Yamaha          | DNQ       |      |
| DNQ  | Giorgio Gabellini   | Yamaha          | DNQ       |      |

## Resultados 250cc
En el cuarto de litro, la victoria fue para el sudafricano Kork Ballington, que se ha destacó de todos sus rivales y superando al estadounidense Randy Mamola que precisó 27 segundos más. A medio minuto del americano, entraron prácticamente pegados, Barry Ditchburn y Walter Villa, cuyo duelo fue de los más bonitos de la prueba.
| Pos. | Piloto                       | Equipo     | Tiempo    | Pts. |
| ---- | ---------------------------- | ---------- | --------- | ---- |
| 1    | Kork Ballington              | Kawasaki   | 49' 01" 0 | 15   |
| 2    | Randy Mamola                 | Adriatica  | +27" 3    | 12   |
| 3    | Barry Ditchburn              | Kawasaki   | +56" 0    | 10   |
| 4    | Walter Villa                 | Yamaha     | +56" 1    | 8    |
| 5    | Jean-François Baldé          | Kawasaki   | +1' 31" 4 | 6    |
| 6    | Patrick Fernandez            | Yamaha     | +1' 33" 0 | 5    |
| 7    | Paolo Pileri                 | Yamaha     | +1' 42" 4 | 4    |
| 8    | Massimo Matteoni             | Yamaha     | +1' 43" 4 | 3    |
| 9    | Pentti Korhonen              | Yamaha     | +1' 49" 8 | 2    |
| 10   | Thierry Espié                | Yamaha     | +1' 52" 8 | 1    |
| 11   | Richard Hubin                | Yamaha     | +1' 55" 0 |      |
| 12   | Roland Freymond              | Yamaha     | +1' 59" 2 |      |
| 13   | Olivier Chevallier           | Yamaha     | +1 Vuelta |      |
| 14   | Reino Eskelinen              | Yamaha     | +1 Vuelta |      |
| 15   | Giuseppe Consalvi            | Yamaha     | +1 Vuelta |      |
| Ret  | Graziano Rossi               | Morbidelli | Ret       |      |
| Ret  | Gregg Hansford               | Kawasaki   | Ret       |      |
| Ret  | Vic Soussan                  | Yamaha     | Ret       |      |
| Ret  | Mario Lega                   | Yamaha     | Ret       |      |
| Ret  | Anton Mang                   | Kawasaki   | Ret       |      |
| Ret  | Christian Estrosi            | Kawasaki   | Ret       |      |
| Ret  | Gianpaolo Marchetti          | Yamaha     | Ret       |      |
| Ret  | Germano Conti                | Yamaha     | Ret       |      |
| Ret  | Franco Marcheggiani          | Yamaha     | Ret       |      |
| Ret  | Edi Stöllinger               | Kawasaki   | Ret       |      |
| Ret  | Hubert Rigal                 | Yamaha     | Ret       |      |
| Ret  | Hans Müller                  | Yamaha     | Ret       |      |
| Ret  | Mike Baldwin                 | Yamaha     | Ret       |      |
| Ret  | Franco Solari                | Yamaha     | Ret       |      |
| Ret  | Chas Mortimer                | Yamaha     | Ret       |      |
| Ret  | Guy Bertin                   | Yamaha     | Ret       |      |
| Ret  | Jon Ekerold                  | Yamaha     | Ret       |      |
| DNQ  | Bert Struijk                 | Yamaha     | DNQ       |      |
| DNQ  | Alan North                   | Yamaha     | DNQ       |      |
| DNQ  | Raymond Roche                | Yamaha     | DNQ       |      |
| DNQ  | Éric Saul                    | Yamaha     | DNQ       |      |
| DNQ  | Giorgio Avveduti             | Yamaha     | DNQ       |      |
| DNQ  | René Delaby                  | Yamaha     | DNQ       |      |
| DNQ  | Edoardo Alemán               | Yamaha     | DNQ       |      |
| DNQ  | Jean-Marc Toffolo            | Armstrong  | DNQ       |      |
| DNQ  | Emilio Rigamonti             | Yamaha     | DNQ       |      |
| DNQ  | Rossano Mancinelli           | Yamaha     | DNQ       |      |
| DNQ  | Paolo Ferretti               | Yamaha     | DNQ       |      |
| DNQ  | Gabriele Cantone             | Yamaha     | DNQ       |      |
| DNQ  | Fernando González de Nicolás | Yamaha     | DNQ       |      |
| DNQ  | Reinhold Roth                | Yamaha     | DNQ       |      |
| DNQ  | Pierluigi Conforti           | Yamaha     | DNQ       |      |
| DNQ  | Alain Béraud                 | Yamaha     | DNQ       |      |
| DNQ  | Rudolf Weiss                 | Yamaha     | DNQ       |      |
| DNQ  | Carlos Morante               | Yamaha     | DNQ       |      |

## Resultados 125cc
En el octavo de litro, el español Ángel Nieto consigue la cuarta victoria en cuatro Grandes Premios de la temporada y la que supone la número 55 en su palmarés. El francés Thierry Espié y el italiano Maurizio Massimiani cerraron el podio.
| Pos. | Piloto                       | Moto       | Tiempo    | Pts. |
| ---- | ---------------------------- | ---------- | --------- | ---- |
| 1    | Ángel Nieto                  | Minarelli  | 45' 56" 5 | 15   |
| 2    | Thierry Espié                | Motobécane | +4" 2     | 12   |
| 3    | Maurizio Massimiani          | MBA        | +18" 7    | 10   |
| 4    | Bruno Kneubühler             | MBA        | +36" 4    | 8    |
| 5    | Hans Müller                  | MBA        | +50" 0    | 6    |
| 6    | Eugenio Lazzarini            | Morbidelli | +54" 6    | 5    |
| 7    | Pierluigi Conforti           | MBA        | +1' 02" 6 | 4    |
| 8    | August Auinger               | Morbidelli | +1' 04" 3 | 3    |
| 9    | Stefano Ferretti             | Morbidelli | +1' 32" 8 | 2    |
| 10   | Per-Edvard Carlsson          | MBA        | +1' 33" 6 | 1    |
| 11   | Matti Kinnunen               | MBA        | +1' 34" 0 |      |
| 12   | Thierry Noblesse             | Morbidelli | +1' 37" 5 |      |
| 13   | Rolf Blatter                 | Morbidelli | +1' 37" 9 |      |
| 14   | Pierluigi Aldrovandi         | MBA        | +2' 03" 5 |      |
| 15   | Roberto D'Amico              | Morbidelli | +1 Vuelta |      |
| 16   | Daniele Dall'Olio            | Morbidelli | +1 Vuelta |      |
| Ret  | Ezio Mischiatti              | LGM        | Ret       |      |
| Ret  | Maurizio Vitali              | MBA        | Ret       |      |
| Ret  | Jean-François Lecureux       | Ret        |           |      |
| Ret  | Richard Schmiederer          | Morbidelli | Ret       |      |
| Ret  | Gianpaolo Marchetti          | MBA        | Ret       |      |
| Ret  | Patrick Hérouard             | Morbidelli | Ret       |      |
| Ret  | Pier Paolo Bianchi           | Minarelli  | Ret       |      |
| Ret  | Peter Looijesteijn           | MBA        | Ret       |      |
| Ret  | Walter Koschine              | Fantic     | Ret       |      |
| Ret  | Stefan Dörflinger            | Morbidelli | Ret       |      |
| Ret  | Patrick Plisson              | Morbidelli | Ret       |      |
| Ret  | Italo Zerbini                | MBA        | Ret       |      |
| Ret  | Harald Bartol                | Morbidelli | Ret       |      |
| Ret  | Maurizio Musco               | Morbidelli | Ret       |      |
| Ret  | Enrico Cereda                | Morbidelli | Ret       |      |
| DNQ  | Jean-Louis Guignabodet       | Morbidelli | DNQ       |      |
| DNQ  | Jean-Claude Selini           | MBA        | DNQ       |      |
| DNQ  | Gross                        | Morbidelli | DNQ       |      |
| DNQ  | Jan Huberts                  | MBA        | DNQ       |      |
| DNQ  | Ivan Carlo Villini           | Morbidelli | DNQ       |      |
| DNQ  | Fernando González de Nicolás | Morbidelli | DNQ       |      |
| DNQ  | Jean-Paul Magnoni            | Morbidelli | DNQ       |      |
| DNQ  | Claudio Granata              | UFO        | DNQ       |      |
| DNQ  | Fabrizio Frollani            | Kreidler   | DNQ       |      |
| DNQ  | Bruno Vasetti                | Morbidelli | DNQ       |      |
| DNQ  | Daniel Meyer                 | Morbidelli | DNQ       |      |
| DNQ  | Aldo Pero                    | Kreidler   | DNQ       |      |
| DNQ  | Barry Smith                  | Morbidelli | DNQ       |      |
| DNQ  | Wolfgang Glawaty             | MBA        | DNQ       |      |
| DNQ  | Michel Baloche               | Morbidelli | DNQ       |      |

## Resultados 50cc
En la categoría menor cilindrada, el italiano Eugenio Lazzarini se recupera con una victoria después de haber abandonado en el primer Gran Premio de las 50cc. El suizo Rolf Blatter y el holandés Peter Looijesteijn fueron segundo y tercero respectivamente.
| Pos. | Piloto               | Moto         | Tiempo    | Pts. |
| ---- | -------------------- | ------------ | --------- | ---- |
| 1    | Eugenio Lazzarini    | Kreidler     | 31' 39" 8 | 15   |
| 2    | Rolf Blatter         | Kreidler     | +55" 1    | 12   |
| 3    | Peter Looijesteijn   | Kreidler     | +1' 05" 7 | 10   |
| 4    | Aldo Pero            | Kreidler     | +1' 10" 1 | 8    |
| 5    | Hagen Klein          | Hess Spezial | +1' 25" 5 | 6    |
| 6    | Patrick Plisson      | ABF          | +1' 27" 8 | 5    |
| 7    | Massimo Servadio     | UFO          | +1' 29" 7 | 4    |
| 8    | Ingo Emmerich        | Kreidler     | +1' 44" 1 | 3    |
| 9    | Ezio Saffiotti       | Paolucci     | +1' 48" 0 | 2    |
| 10   | Paolo Priori         | Derbi        | +2' 06" 8 | 1    |
| 11   | Wolfgang Müller      | Kreidler     | +2' 07" 3 |      |
| 12   | Luigi Rinaudo        | Tomos        | +2' 36" 3 |      |
| 13   | Bruno Di Carlo       | Kreidler     | +1 Vuelta |      |
| 14   | Ezio Mischiatti      | Kreidler     | +1 Vuelta |      |
| 15   | Renzo Fabbri         | Bultaco      | +1 Vuelta |      |
| Ret  | Stefan Dörflinger    | Kreidler     | Ret       |      |
| Ret  | Angelo Affini        | MTK          | Ret       |      |
| Ret  | Günter Schirnhofer   | Kreidler     | Ret       |      |
| Ret  | Gerhard Waibel       | Kreidler     | Ret       |      |
| Ret  | Silvano Ricchetti    | Kreidler     | Ret       |      |
| Ret  | Giorgio Paci         | Derbi        | Ret       |      |
| Ret  | Alberto Ieva         | Kreidler     | Ret       |      |
| Ret  | Claudio Lusuardi     | Bultaco      | Ret       |      |
| Ret  | Salvatore Milano     | Kreidler     | Ret       |      |
| Ret  | Sergio Zattoni       | LGM          | Ret       |      |
| Ret  | Reiner Scheidhauer   | Kreidler     | Ret       |      |
| Ret  | Reiner Koster        | MBA          | Ret       |      |
| Ret  | Jacky Hutteau        | ABF          | Ret       |      |
| Ret  | Salvatore Monreale   | UFO          | Ret       |      |
| Ret  | Guido Mancini        | Iprem        | Ret       |      |
| Ret  | Claudio Granata      | UFO          | Ret       |      |
| DNQ  | Massimo Gramantieri  | Ringhini     | DNQ       |      |
| DNQ  | Walter Rapolani      | Kreidler     | DNQ       |      |
| DNQ  | Enrico Cereda        | UFO          | DNQ       |      |
| DNQ  | Giorgio Macchiavelli | UFO          | DNQ       |      |
| DNQ  | Zoran Krstic         | Tomos        | DNQ       |      |
| DNQ  | Marino Nannetti      | Kreidler     | DNQ       |      |
| DNQ  | Stefan Danielsson    | Kreidler     | DNQ       |      |
| DNQ  | Daniel Corvi         | Kreidler     | DNQ       |      |